# Édouard Roche
Édouard Roche (17. listopada 1820. – 27. travnja 1883.) bio je francuski astronom i matematičar, najpoznatiji po svojim radovima u nebeskoj mehanici. U njegovu čast nazvani su pojmovi iz astronomije kao Rocheova granica i Rocheova šupljina. Osim toga, bavio se i meteorologijom.

## Životopis
Édouard Roche je rođen u Montpellieru, gdje je i studirao na Sveučilištu u Montpellieru, dobio doktorsku titulu, a kasnije je i radio kao profesor u istoj školi. Značajan je njegov rad na Kant-Laplaceovoj hipotezi (nebularna hipoteza), a to je zajednički naziv za prve rasprave iz 18. stoljeća o nastanku Sunčeva sustava iz oblaka tvari koji je lebdio u svemiru. Prema zamisli Immanuela Kanta, objavljenoj u djelu Opća povijest prirode i teorija neba (njem. Allgemeine Naturgeschichte und Theorie des Himmels, 1755.), hladni oblak prašine stezao se zbog vlastite privlačne gravitacijske sile i pritom se počeo vrtjeti. Prvu matematički obrazloženu nebularnu teoriju postavio je Pierre-Simon Laplace u djelima Sustav svijeta (fra. Exposition du système du monde, 1796.) i Nebeska mehanika (fra. Mécanique Celeste, 1799. – 1825.). Prasunce je zamislio kao užarenu maglicu koja se vrti. Pretpostavio je da se vrtnja ubrzavala kako se maglica stezala, te da su se vanjski dijelovi maglice zbog velike centrifugalne sile odvajali u obliku prstenova, hladili i udaljavali od središta. Od prstenova su nastajali planeti, a njihovi su sateliti nastajali jednakim procesom pri ubrzavanju vrtnje planeta. Pretpostavio je da su udaljeniji planeti stariji od planeta bližih Suncu. Opažena gibanja Saturnovih satelita i prstena bila su u skladu s Laplaceovom hipotezom, ali je kutna količina gibanja Sunca bila manja od očekivane (prema Laplaceovoj hipotezi Sunce bi se trebalo vrtjeti znatno brže).

### Rocheova granica
Édouard Roche je ipak najpoznatiji po svojoj teoriji nastanka Saturnovih prstenova. Pretpostavio je da je ogromni prirodni satelit (mjesec) došao u blizinu Saturna, gdje ga je počela povlačiti gravitaciona sila (Newtonov zakon gravitacije). U trenutku kad je došao do neke granice, počeo se raspadati. Roche je upravo matematički izračunao tu granicu raspada, koja je kasnije nazvana Rocheova granica.
Rocheova granica je udaljenost od središta većega nebeskoga tijela do točke u kojoj je gravitacijska sila toga tijela jednaka gravitacijskoj sili satelitskoga tijela. Općenito vrijedi Rocheov odnos, koju su učinili točnijom James Hopwood Jeans (1917. i 1919.) i Subrahmanyan Chandrasekhar (1969.) za krute satelite:
{\displaystyle d=1.26\;R_{M}\left({\frac {\rho _{M}}{\rho _{m}}}\right)^{\frac {1}{3}}}
gdje je:
- d - Rocheova granica za krute satelite (m),
- RM - polumjer nebeskog tijela (m),
- ρM - gustoća planeta (kg/m3),
- ρm - gustoća satelita (kg/m3).

Ta se jednakost može pisati i kao:
{\displaystyle d=1.26\;R_{m}\left({\frac {M_{M}}{M_{m}}}\right)^{\frac {1}{3}}}
gdje je:
- d - Rocheova granica za krute satelite (m),
- MM - masa planeta (kg),
- Mm - masa satelita (kg).

Unutar Rocheove granice, zbog utjecaja plimnih sila, sateliti koje na okupu drži uglavnom gravitacijska sila raspadaju se.
Za fluidne satelite (tekuće, plinovite ili satelit sastavljene od labave nakupine krutih dijelova) vrijedi:
{\displaystyle d\approx 2.44R\left({\frac {\rho _{M}}{\rho _{m}}}\right)^{1/3}}
Za planete gustoće slične Zemljinoj, uz uvjet da je masa satelita mnogo manja od mase planeta, Rocheova granica za fluidne satelite iznosi oko 2.44 polumjera planeta. Tako se na primjer dijelovi Saturnova prstena ne mogu gravitacijski skupiti u jedan ili više satelita, jer se nalaze unutar 2.3 Saturnova polumjera. Opstaju sateliti čvrste građe, koje osim gravitacijskih povezuju i sile veće od plimnih sila planeta, u granicama od 1.26 do 2.44 polumjera planeta.

### Rocheova šupljina
Rocheova šupljina je prostor je oko zvijezde u sustavu dvojnih zvijezda u kojem je zvjezdana tvar gravitacijski vezana za pojedinu zvijezdu. U obliku je kapi koja je vrhom spojena na Rocheovu šupljinu druge zvijezde. Točka u kojoj se spajaju dvije Rocheove šupljine je unutarnja Lagrangeova točka i u njoj se poništavaju gravitacijske i plimne sile. Obujam Rocheove šupljine ovisi o masi zvijezda. Kada se tvar jedne zvijezde nađe izvan Rocheove šupljine (na primjer prilikom širenja crvenoga diva), ona struji prema drugoj zvijezdi (akrecijski disk).
Oblik Rocheove šupljine ovisi o odnosu masa zvijezda i treba ga dobiti računski. Pa ipak približno se može pretpostaviti da je ona sfera ili kugla jednakog obujma. Približna jednakost za polumjer te kugle je:
{\displaystyle {\frac {r_{1}}{A}}=0.38+0.2\log {\frac {M_{1}}{M_{2}}}}
za 
{\displaystyle 0.3<{\frac {M_{1}}{M_{2}}}<20}
i
{\displaystyle {\frac {r_{1}}{A}}=0.46224\left({\frac {M_{1}}{M_{1}+M_{2}}}\right)^{1/3}}
za 
{\displaystyle {\frac {M_{1}}{M_{2}}}<0.8}
gdje je: A - udaljenost između zvijezda, r1 - polumjer zvijezde mase m1,  m1- masa zvijezde za koju se računa polumjer r1 i M2 - masa druge zvijezde. Ova jednakost je točna unutar 2%.
Još jednu približnu jednakost je dao astronom Peter Eggleton (1982.):
{\displaystyle {\frac {r_{1}}{A}}={\frac {0.49q^{2/3}}{0.6q^{2/3}+\ln(1+q^{1/3})}}}
gdje je: q = M1 / M2. Ova jednakost slaže se s rezultatima opažanja unutar odstupanja od 1% za cijeli raspon q.